# 中国肯氏兽属
中国肯氏兽属（学名：Sinokannemeyeria）是群中國的二齒獸類，體型大，身長約3公尺，體重約881磅-1157磅。中國肯氏獸具有長口鼻部，上頜前端有往下延伸的長牙。頭顱骨後的肌肉連接處非常小，顯示中國肯氏獸不像其他二齒獸類，並沒有強壯的頭顱肌肉可切碎植物。大多數二齒獸類藉由前後移動下頜來切碎植物。中國肯氏獸以口鼻部前方來切碎植物。中國肯氏獸與其他肯氏獸類，是由外表相似的水龍獸演化而來。

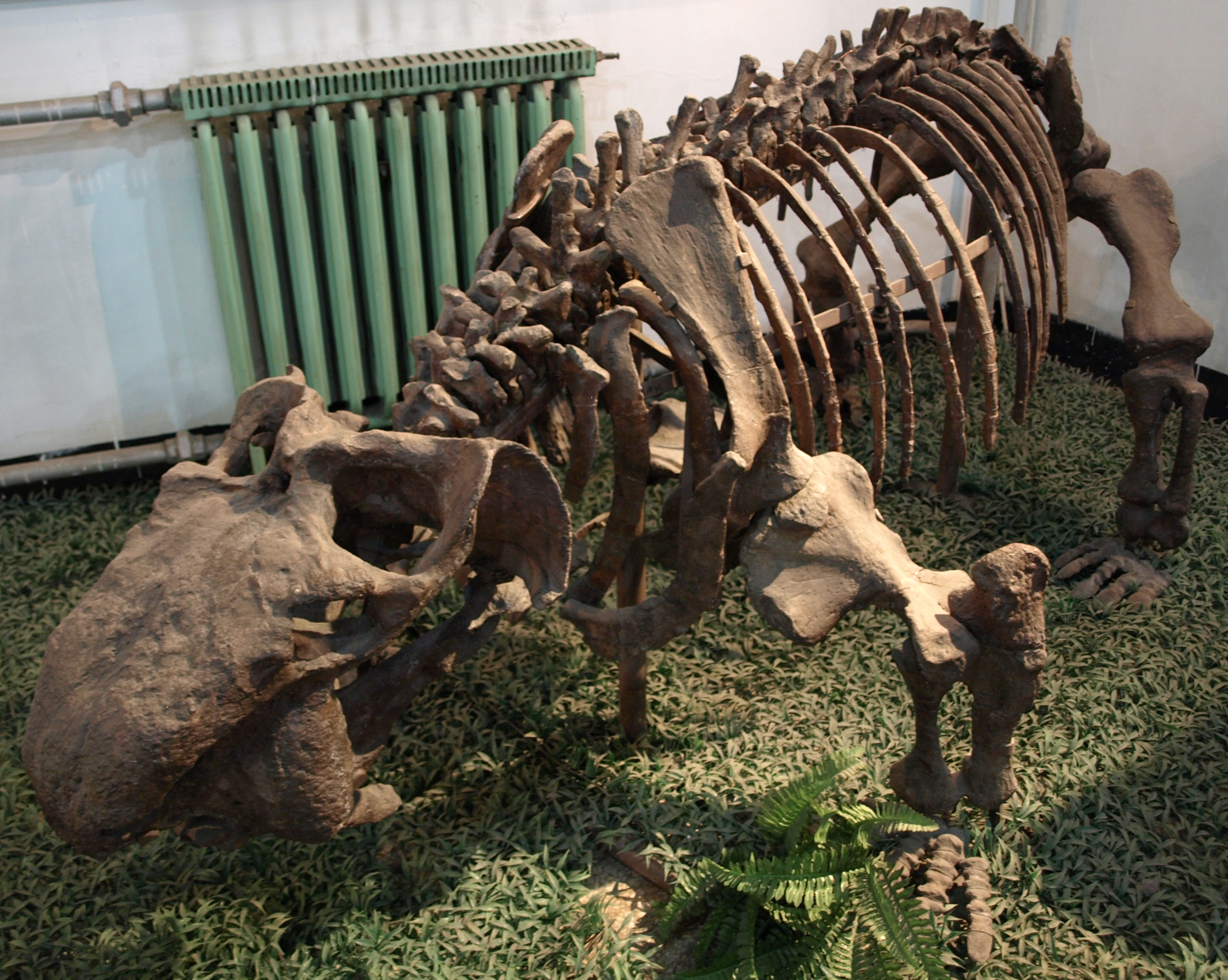
銀郊中國肯氏獸（S. yingchiaoensis）的標本，位於中國古動物館